# Hannam University
Die Hannam University (한남대학교) ist eine private christliche Universität in Daejeon, Südkorea. Sie wurde 1956 gegründet.

## Hochschulen
- Hochschule für freie Kunst
- Hochschule für Biologie
- Hochschule für Naturkunde
- Hochschule für Ingenieurwissenschaft
- Hochschule für Ökonomie und Betriebswirtschaftslehre
- Hochschule für Recht
- Hochschule für Sozialwissenschaften
- Hochschule für Kunst und Design
- Hochschule für Nanotechnik